# Ürmös Zsolt
Ürmös Zsolt (Szentes, 1973. szeptember 21. –) magyar humorista, író.

## Pályafutása
Általános iskolai tanulmányait Csongrádon az Ének-Zenei Általános Iskolában végezte, majd a Batsányi János Gimnáziumban szerzett érettségit. A középiskolás évek után Gödöllőre került, ahol az Agrártudományi Egyetemen (ma Szent István Egyetem) szerzett okleveles agrármérnöki és környezetgazdálkodási agrármérnöki diplomákat.
1993-ban a Pölös–Ürmös-duó tagjaként a Ki mit tud? televíziós műsor középdöntőjéig jutott. 1994-ben a Magyar Televízió Humorista kerestetik műsorának különdíjasa lett. Az ezt követő években az ország számos településén fellépett, emellett író-ötletadója volt többek között az Uborka című politikai bábkabarénak (1994-2001), a Szatellit és a Szeszélyes évszakok (2001–2003) televíziós műsorainak. 2001-től megszűnéséig kabarészerzőként dolgozott a Mikroszkóp Színpadon is.
2006-ban a Magyar Rádió Humorfesztiválján, szerzői kategóriában a Magyar Rádió díját kapta meg. Íróként és szerkesztőként működött közre a Rádiókabaréban és számos televíziós szórakoztató műsorban. 2007-től Bagi Iván és Nacsa Olivér televíziós műsorainak kreatív írója (Médiacápa, Bagi-Nacsa Show, Szálka, avagy Bagi és Nacsa megakad a torkán). 2009-ben tagja lett Fábry Sándor kreatív csapatának is (Esti Showder Fábry Sándorral, Fábry Most). 2008-ben a Hócipő szatirikus kéthetilap munkatársa lett, ahol Varga Ferenc József humoristával közösen szerkesztette a Palimadarak Klubja és a Heti Kamu rovatokat.
2009-ben Szójjá be! és Dumakorzó címmel stand-up comedy esteket állított színpadra a Mikroszkóp Színpadon.
2010-ben Varga Ferenc Józseffel és fiatal humoristákkal közösen megalapította a Stand Up Brigád humorista társulatot, melynek művészeti vezetője lett. 

## Munkái

### Televízió
- Uborka politikai bábkabaré – író
- Dilibuli, Szatelit, Szeszélyes évszakok - író
- Rádiókabaré (Magyar Rádió) – író, szerkesztő
- Médiacápa (TV2) – író
- Esti Showder Fábry Sándorral (RTL Klub) - író
- Bagi-Nacsa Show (ATV) - író
- Szálka (MTVA) - író
- Fábry (MTVA) - író, szerkesztő
- Hócipő Kabaré (ATV) - író
- Vak komondor (ATV) - író
- Dumakabaré (ATV) - író, szerkesztő
- Doktor Balaton (TV2) - író
- Gólkirályság (RTL) - író

### Színház
- Zsebrepacsi – Mikroszkóp Színpad (író)
- Türelmes zóna – Mikroszkóp Színpad (író)
- Közös bűn… – Mikroszkóp Színpad (író)
- Leggyengébb láncszemek – Mikroszkóp Színpad (író)
- Ügynökök kíméljenek – Mikroszkóp Színpad (író)
- A Tenor háza – Mikroszkóp Színpad (író)
- A Mikroszkóp fantomja – Mikroszkóp Színpad (író)
- Ádám és EVA – Mikroszkóp Színpad (író)
- Széllel szembe… – Mikroszkóp Színpad (író)
- Magasztár? – Mikroszkóp Színpad (író)
- Csak semmi duma! – Mikroszkóp Színpad (író)
- Az élet lapos oldala - Bajor kabaré – Mikroszkóp Színpad (író)
- Le vagytok szavazva – Mikroszkóp Színpad (író)
- Valakit visz a vicc – Mikroszkóp Színpad (író)
- Röhej az egész – Mikroszkóp Színpad (író)
- Szójjá be!! – Mikroszkóp Színpad (szerkesztő, előadó)
- Dumakorzó – Mikroszkóp Színpad (szerkesztő)
- GEGmenők –Mikroszkóp Színpad (szerkesztő, előadó)
- Bethlen Téri Kabaré - Bethlen Téri Színház (író, szerkesztő, előadó)
- Egy bolond négyet csinál - Bethlen Téri Színház (író, szerkesztő, előadó)
- A hallgatás ÁFA - Bethlen Téri Színház (író, szerkesztő, előadó)
- Vigyázz, kész, kabaré! - Stand Up Brigád (író, szerkesztő, előadó)
- Anyám az őrületbe kerget - Liliom Produkció (író)
- Aki túsz, aki nem, jövök! - Fórum Színház (író)